# نواه چسمین
نواه چسمین (انگلیسی: Noah Chesmain؛ زادهٔ ۱۶ دسامبر ۱۹۹۷) بازیکن فوتبال است.
از باشگاه‌هایی که در آن بازی کرده‌است می‌توان به باشگاه فوتبال ولینگ یونایتد و باشگاه فوتبال میلوال اشاره کرد.